# Refuge Robert-Blanc
Le refuge Robert-Blanc est un refuge de montagne situé en France, dans le département de la Savoie en région Auvergne-Rhône-Alpes.

## Histoire
Le refuge a pris ce nom en mémoire de Robert Blanc, guide de haute montagne, entraineur national de ski, né à Bourg-Saint-Maurice, et qui est aussi à l'origine de la station des Arcs. C'est l'histoire d'une bande d'amis autour de Robert Blanc qui tenait à construire ce refuge comme une place festive en altitude, situé dans le massif du Mont-Blanc, au pied de l'aiguille des Glaciers. Le refuge fut finalement créé en 1981, juste après la mort accidentelle de Robert Blanc à la suite d'une avalanche sur la route d'Arcs 2000. Le refuge est ouvert depuis 1982.

## Caractéristiques et informations
La capacité d'accueil totale du refuge est de 42 places. Toutefois en période hivernale, seulement 10 places sont disponibles. Un gardiennage est assuré du 15 mai au 15 septembre.

## Accès

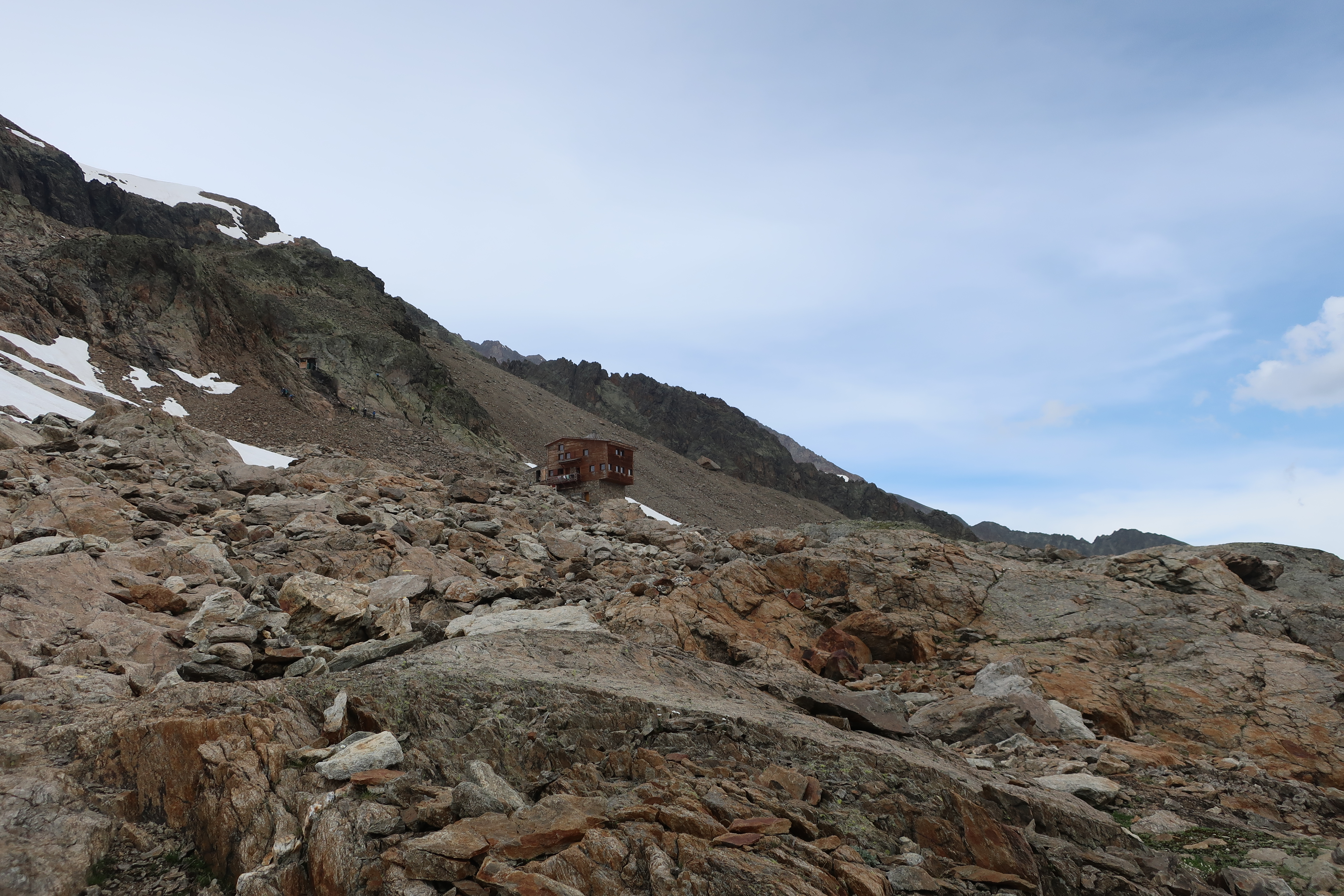
Vue du refuge Robert-Blanc depuis l'ouest.

Pour pouvoir monter au refuge Robert-Blanc, il faut se rendre dans la vallée des Glaciers, au-dessus de Bourg-Saint-Maurice. Le point de départ est en amont de la vallée, aux chalets des Lanchettes d'où un sentier mène au refuge. Le temps de marche est estimé à environ deux heures. On peut également rejoindre le refuge en partant depuis Notre-Dame-de-la-Gorge aux Contamines en passant par le col de l'Enclave et le col de la Grande Écaille. Cependant ce passage est beaucoup plus long et technique.

## Ascensions

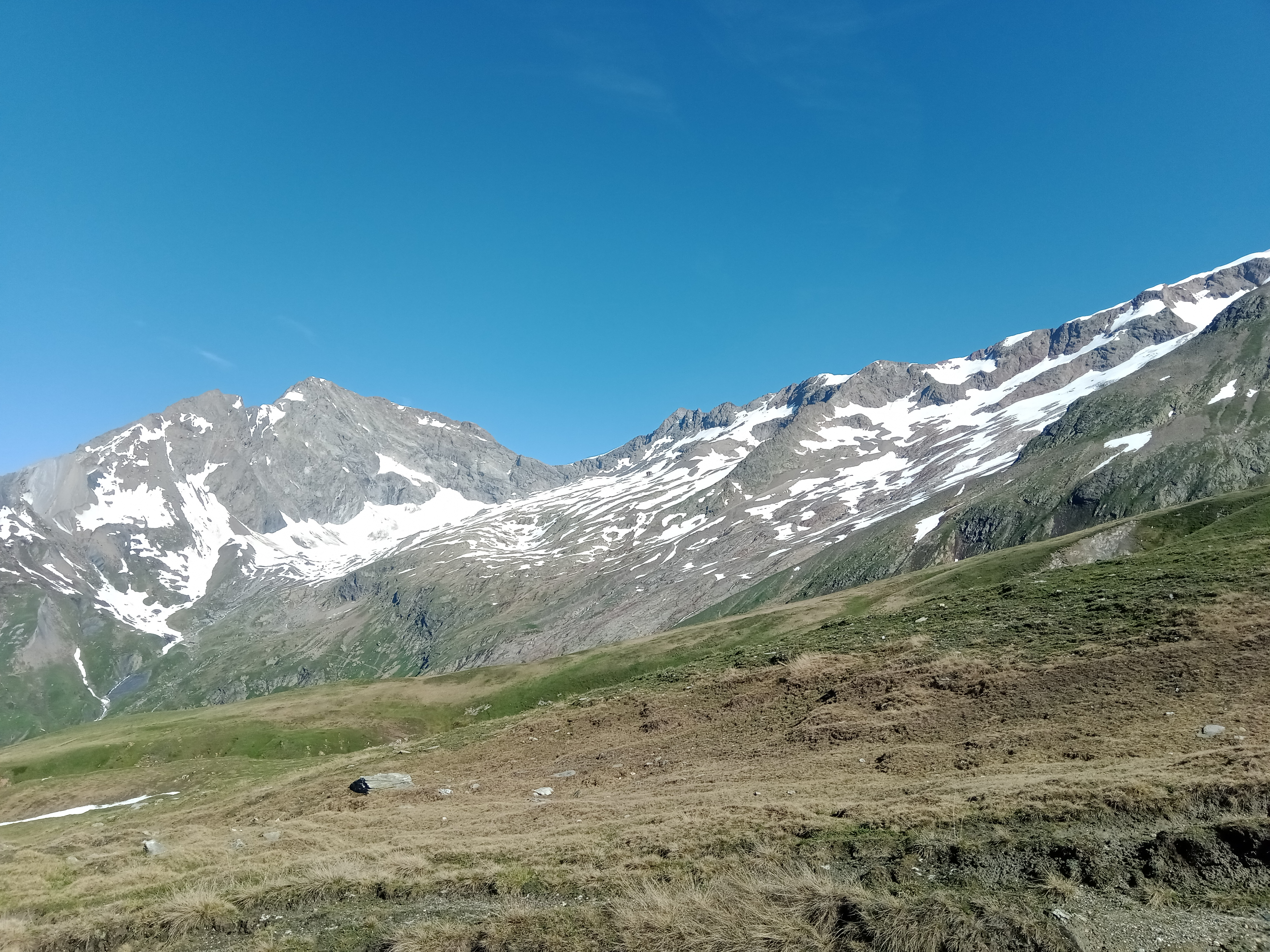
Le refuge au centre au milieu des névés entre le mont Tondu à gauche et le glacier des Glaciers à droite depuis le col de la Seigne.

Il est possible de gravir le mont Tondu (3 192 m) par le col du Tondu, le dôme des Glaciers (3 592 m) et l'aiguille des Glaciers (3 817 m), et aussi d'effectuer des traversées sur le l'aiguille de la Lée Blanche et les aiguilles de Tré-la-Tête.
Des voies d'escalade ont également été ouvertes dans la face est du col du Tondu.
Des parcours type randonnée glaciaire sont réalisables sur le refuge des Conscrits, le refuge de Tré-la-Tête, Les Contamines-Montjoie par le col du Mont Tondu ou le col des Glaciers.

## Particularités
Un sentier existe passant par le refuge, permettant d'effectuer un tour du massif du Mont-Blanc en altitude, il relie le col du Bonhomme au col de la Seigne.